# Rupert Neve
Pour les articles homonymes, voir Névé (homonymie).
Rupert Neve, né en 1926, à Newton Abbot, dans le Devon, en Angleterre, au Royaume-Uni et mort le 12 février 2021 à Wimberley (Texas), est un ingénieur britannique connu pour ses contributions au développement du matériel audio électronique professionnel, notamment via ses différentes entreprises.

## Biographie

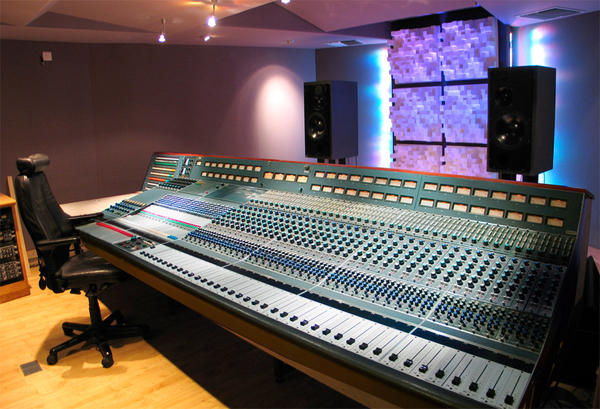
Console Neve 8078

Après avoir travaillé chez Rediffusion et Ferguson, Rupert Neve devient chef ingénieur chez CQ Audio ou il conçoit des enceintes Hi-Fi.
En 1961, il fonde l'entreprise de matériel audio haut de gamme Neve qu'il vend en 1973 au groupe Bonochord (futur ESE) et qu'il quitte en 1978.

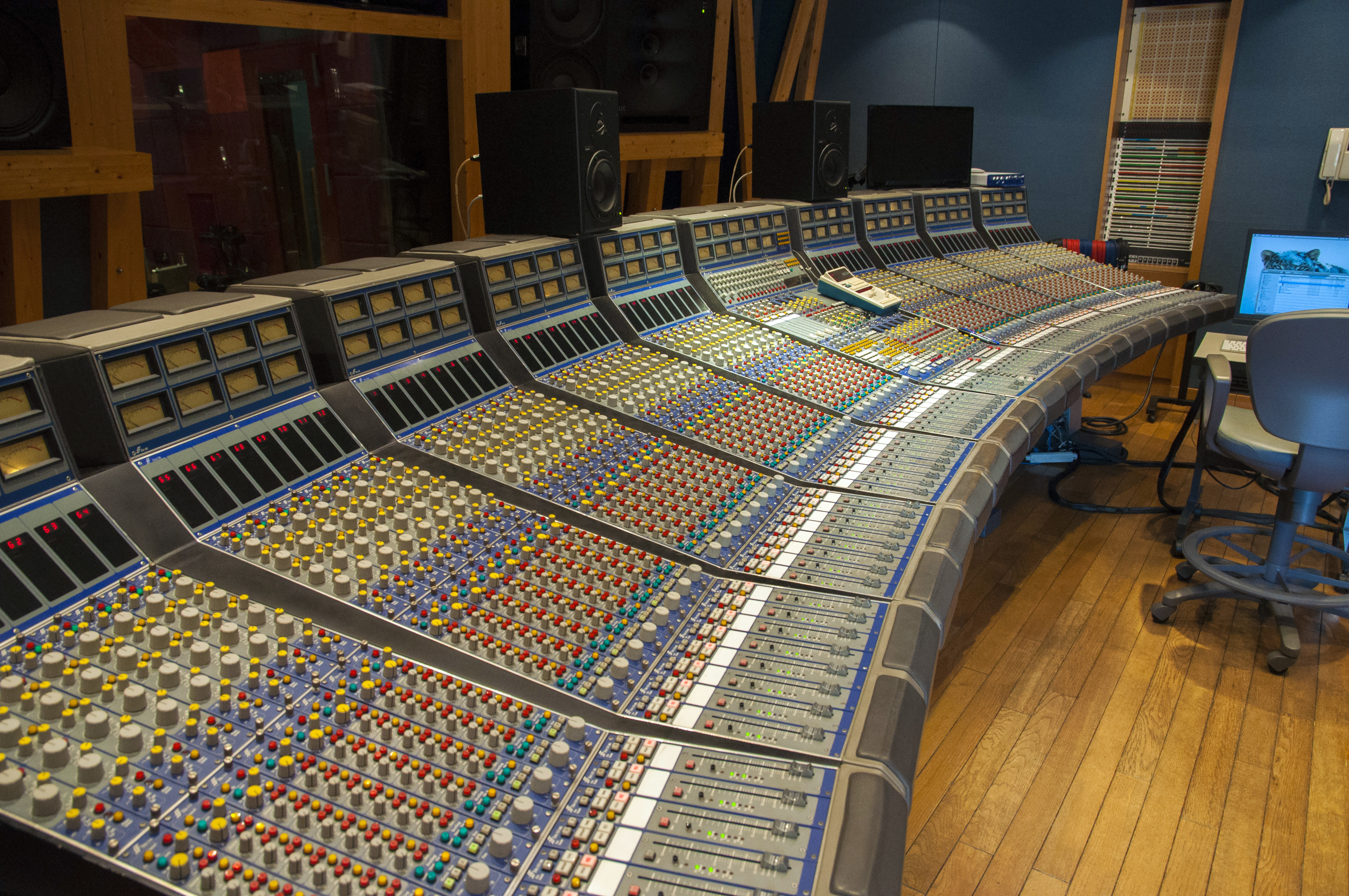
Console Focusrite

En 1985, alors que son ancienne entreprise est rachetée par Siemens, il fonde Focusrite qu'il cède en 1989 à Phil Dudderidge, ancien ingénieur du son de Led Zeppelin et fondateur de Soundcraft, à la suite de difficultés financières.

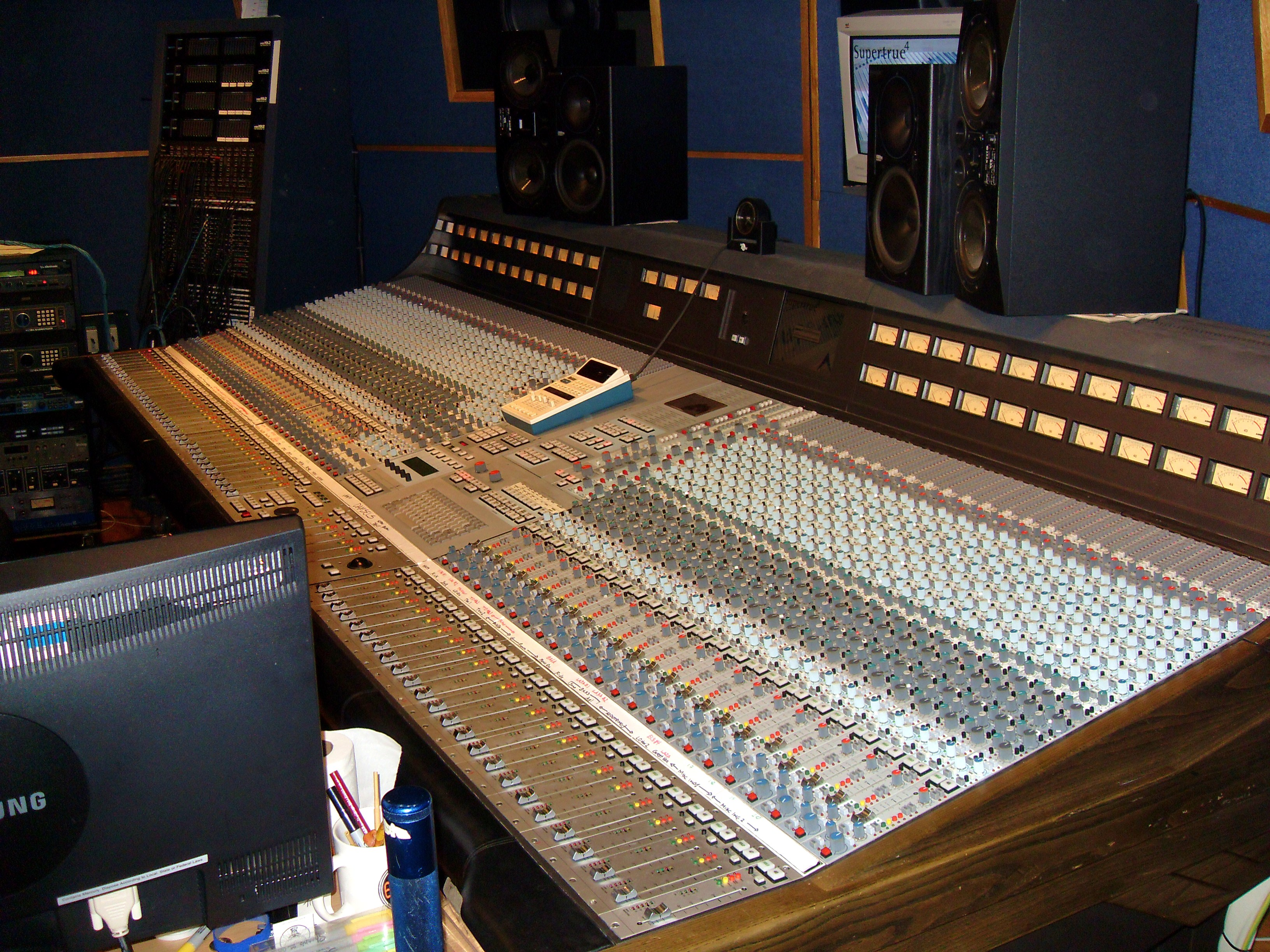
Console Amek 9098i

Dès lors, Rupert Neve travaille comme consultant pour ARN Consultants, renommé par la suite en Rupert Neve Designs, et contribue à la conception des produits Amek.
En 1997, il est la troisième personne à recevoir le Grammy Awards spécial technique après Thomas Stockham et Ray Dolby.